# 萊克賽德 (佛羅里達州)
萊克賽德（英語：Lakeside）是位於美國佛羅里達州克萊縣的一個人口普查指定地區。

## 地理
萊克賽德的座標為30°08′05″N 81°45′57″W / 30.13472°N 81.76583°W，而該地最高點為海拔高度20米（即66英尺）。

## 人口
根據2010年美國人口普查的數據，萊克賽德的面積為40.70平方千米，當中陸地面積為35.20平方千米，而水域面積為5.70平方千米。當地共有人口30943人，而人口密度為每平方千米760人。